# Pasiano di Pordenone
Pasiano di Pordenone es una localidad y comune italiana de la provincia de Pordenone, región de Friuli-Venecia Julia, con 7.975 habitantes.

## Evolución demográfica
| Gráfica de evolución demográfica de Pasiano di Pordenone entre 1861 y 2001 |
|                                                                            |
| Fuente ISTAT - elaboración gráfica de Wikipedia                            |